# Muravera
Muravera (sardinsky: Murèra) je italská obec (comune) v provincii Sud Sardegna v regionu Sardinie. Nachází se ve výšce 9 metrů nad mořem a má přibližně 5 200 obyvatel. Rozloha obce je 93,51 km².